# Femonoe
Femonoe (ou Femonoê, ou Femonoé; do grego Φημονόη), na mitologia grega, é a filha do deus Apolo.
Segundo Pausânias, ela foi a primeira pitonisa do templo dedicado a Apolo em Delfos, bem como a criadora do hexâmetro - um tipo de metro poético -, devido ao fato de as respostas do oráculo serem dadas nessa configuração.
Algumas fontes atribuem a Fenomoe a frase "Conhece-te a ti mesmo" (γνῶθι σ'αυτόν ou γνῶθι σεαυτόν), inscrição localizada na entrada do templo de Apolo em Delfos e imortalizada na fala de Sócrates, de acordo como nos é mostrado nos diálogos de Platão, mas esse viés permanece inconclusivo.